# OR2W3
OR2W3 (англ. Olfactory receptor family 2 subfamily W member 3) – білок, який кодується однойменним геном, розташованим у людей на короткому плечі 1-ї хромосоми.  Довжина поліпептидного ланцюга білка становить 314 амінокислот, а молекулярна маса — 34 789.
| 10         |  | 20         |  | 30         |  | 40         |  | 50         |
| ---------- |  | ---------- |  | ---------- |  | ---------- |  | ---------- |
| MDGTNGSTQT |  | HFILLGFSDR |  | PHLERILFVV |  | ILIAYLLTLV |  | GNTTIILVSR |
| LDPHLHTPMY |  | FFLAHLSFLD |  | LSFTTSSIPQ |  | LLYNLNGCDK |  | TISYMGCAIQ |
| LFLFLGLGGV |  | ECLLLAVMAY |  | DRCVAICKPL |  | HYMVIMNPRL |  | CRGLVSVTWG |
| CGVANSLAMS |  | PVTLRLPRCG |  | HHEVDHFLRE |  | MPALIRMACV |  | STVAIEGTVF |
| VLAVGVVLSP |  | LVFILLSYSY |  | IVRAVLQIRS |  | ASGRQKAFGT |  | CGSHLTVVSL |
| FYGNIIYMYM |  | QPGASSSQDQ |  | GMFLMLFYNI |  | VTPLLNPLIY |  | TLRNREVKGA |
| LGRLLLGKRE |  | LGKE       |  |            |  |            |  |            |

A: Аланін

C: Цистеїн

D: Аспарагінова кислота

E: Глутамінова кислота

F: Фенілаланін

G: Гліцин

H: Гістидин

I: Ізолейцин

K: Лізин

L: Лейцин

M: Метіонін

N: Аспарагін

P: Пролін

Q: Глутамін

R: Аргінін

S: Серин

T: Треонін

V: Валін

W: Триптофан

Кодований геном білок за функціями належить до рецепторів, g-білокспряжених рецепторів, білків внутрішньоклітинного сигналінгу. 
Задіяний у такому біологічному процесі як поліморфізм. 
Локалізований у клітинній мембрані.